# Caprimulgus pulchellus
El chotacabras de Salvadori o chotacabra de Salvadori (Caprimulgus pulchellus) es una especie de ave caprimulgiforme de la familia Caprimulgidae endémica de Indonesia.

## Distribución y hábitat
Es un habitante endémico de Indonesia, donde se lo encuentra en las islas de Sumatra y Java.
Su hábitat natural son los bosques húmedos tropicales. Se encuentra amenazado por  pérdida de hábitat.